# Triệu (Ngũ đại)
Triệu (tiếng Trung: 趙; bính âm: Zhào, ~910-~921) là một nhà nước vào đầu thời kỳ Ngũ Đại Thập Quốc trong lịch sử Trung Quốc, nằm ở trung tâm tỉnh Hà Bắc hiện nay. Tổ tiên của vị Triệu vương duy nhất, tức Vương Dung, đã có một thời gian dài làm tiết độ sứ thời nhà Đường ở Thành Đức (成德, trụ sở nay thuộc Thạch Gia Trang, Hà Bắc), và sau khi nhà Đường sụp đổ năm 907, Hậu Lương Thái Tổ sau khi lập quốc thành công đã lập họ Vương làm Triệu vương, trở thành chư hầu. Năm 910, khi Thái Tổ cố gắng giành lấy quyền kiểm soát trực tiếp đất Triệu và đất Nghĩa Vũ (義武, trụ sở nay thuộc Bảo Định, Hà Bắc), Vương Dung và tiết độ sứ của Nghĩa Vũ là Vương Xử Trực (王處直) đã quay sang chống lại Hậu Lương, thay vào đó, họ quy phục Lý Tồn Úc của Hậu Đường. Năm 921, quân của Vương Dung đã ám sát ông, tàn sát gia tộc họ Vương, và ủng lập người con trai nuôi của ông là Trương Văn Lễ (張文禮, được gọi là Vương Đức Minh khi còn là con nuôi của Vương Dung) lên thay. Lý Tồn Úc nhanh chóng đánh bại con trai và người kế thừa của Văn Lễ là Trương Xử Cẩn (張處瑾) và hợp nhất lãnh thổ của Triệu vào Hậu Đường.